# Bateria de diamants
Bateria de diamant és el nom d'un concepte de bateria nuclear proposat pel Cabot Institute de la Universitat de Bristol durant la seva conferència anual celebrada el 25 de novembre de 2016 al Wills Memorial Building. Es proposa que aquesta bateria funcioni amb la radioactivitat de blocs de grafit residuals (anteriorment utilitzats com a material moderador de neutrons en reactors moderats per grafit) i generaria petites quantitats d'electricitat durant milers d'anys.
La bateria és una cèl·lula betavoltaica que utilitza carboni-14 (14C) en forma de carboni similar al diamant (DLC) com a font de radiació beta, i DLC de carboni normal addicional per fer la unió semiconductora necessària i encapsular el carboni-14.

## Prototips
Els primers prototips utilitzen níquel-63 (63Ni) com a font amb no electròlits/semiconductors de diamant per a la conversió d'energia, que es consideren un trampolí cap a un prototip de bateria de diamant de 14C.

### Prototip de la Universitat de Bristol
El 2016, investigadors de la Universitat de Bristol van afirmar haver construït un d'aquests prototips de 63Ni.
Segons les seves Preguntes freqüents (document de preguntes freqüents), la potència estimada d'una petita pila C-14 és de 15 J/dia durant milers d'anys. (Com a referència, una pila AA de la mateixa mida té unes 10 kJ total, que equival a 15 J/dia durant només 2 anys.) Assenyalen que no és possible substituir directament una pila AA per aquesta tecnologia, perquè una pila AA també pot produir ràfegues de potència molt més alta. En canvi, la bateria de diamant està dirigida a aplicacions on es requereix una baixa taxa de descàrrega durant un llarg període de temps, com ara l'exploració espacial, els dispositius mèdics, les comunicacions del fons marí, la microelectrònica, etc.

### Prototip de l'Institut de Física i Tecnologia de Moscou
El 2018, investigadors de l'Institut de Física i Tecnologia de Moscou (MIPT), l'Institut Tecnològic de Materials de Carboni Superdurs i Nous (TISNCM) i la Universitat Nacional de Ciència i Tecnologia (MISIS) van anunciar un prototip utilitzant capes de làmina de Ni63 de 2 micres de gruix intercalades entre 200 convertidors de diamant de 10 micres. Produïa una potència de sortida d'aproximadament 1 μW a una densitat de potència de 10 μW/ cm3. Amb aquests valors, la seva densitat d'energia seria aproximadament de 3,3 Wh/g durant la seva vida útil de 100 anys, unes 10 vegades superior a la de les bateries electroquímiques convencionals. Aquesta investigació es va publicar l'abril de 2018 a la revista Diamond and Related Materials.

### Bateria de14C de la Universitat de Bristol
El desembre de 2024, la Universitat de Bristol va anunciar que havien creat amb èxit una bateria utilitzant 14 C. La bateria funciona de manera similar a una fotocèl·lula, però capturant electrons en lloc de llum dins del diamant.

## Carboni-14
Els investigadors intenten millorar l'eficiència i se centren en l'ús del radioactiu 14C, que és un contribuent menor a la radioactivitat dels residus nuclears.
El 14 C experimenta una desintegració beta, en la qual emet una partícula beta de baixa energia per convertir-se en nitrogen-14, que és estable (no radioactiu).
614C→ 14
7N + 0
−1β

Aquestes partícules beta, amb una energia mitjana de 50 keV, pateixen col·lisions inelàstiques amb altres àtoms de carboni, creant així parells electró-forat que després contribueixen a un corrent elèctric. Això es pot reformular en termes de teoria de bandes dient que, a causa de l'alta energia de les partícules beta, els electrons de la banda de valència del carboni salten a la seva banda de conducció, deixant enrere forats a la banda de valència on abans hi havia electrons.

## Fabricació proposada
En els reactors moderats per grafit, les barres d'urani fissibles es col·loquen dins de blocs de grafit. Aquests blocs actuen com a moderador de neutrons, el propòsit del qual és frenar els neutrons que es mouen ràpidament per tal que es puguin produir reaccions nuclears en cadena amb neutrons tèrmics. Durant el seu ús, alguns dels isòtops de carboni-12 i carboni-13 no radioactius del grafit es converteixen en 14C radioactiu mitjançant la captura de neutrons. Quan els blocs de grafit es retiren durant el desmantellament de l'estació, la seva radioactivitat induïda els qualifica com a residus de baixa activitat que requereixen una eliminació segura.
Investigadors de la Universitat de Bristol van demostrar que una gran quantitat 14C radioactiu es concentrava a les parets interiors dels blocs de grafit. A causa d'això, proposen que gran part es pot eliminar eficaçment dels blocs. Això es pot fer escalfant-los fins al punt de sublimació de 3,915 K (3,642 °C; 6,587 °F) que alliberarà el carboni en forma gasosa. Després d'això, els blocs seran menys radioactius i possiblement més fàcils d'eliminar, ja que s'haurà extret la major part del 14C radioactiu.
Aquests investigadors proposen que aquest gas 14C es podria recollir i utilitzar per produir diamants artificials mitjançant un procés conegut com a deposició química de vapor utilitzant baixa pressió i temperatura elevada, assenyalant que aquest diamant seria una làmina fina i no seria de la talla estereotípica de diamant. El diamant resultant fet de 14C radioactiu encara produiria radiació beta, la qual cosa, segons els investigadors, permetria utilitzar-lo com a font betavoltaica. Els investigadors també afirmen que aquest diamant estaria intercalat entre diamants artificials no radioactius fets de 12C, que bloquejarien la radiació de la font i també s'utilitzarien per a la conversió d'energia com a semiconductor de diamant en lloc dels semiconductors de silici convencionals.